# 藤木勇光
藤木 勇光（ふじき ゆうこう、1955年 - ）は、電源開発株式会社（J-POWER）の秘書広報部専任部長である。
電源開発株式会社在職中に企業の文化や風土、環境、コーポレート・コミュニケーションなどに関心を持つ。2007年より、エネルギーと環境のつながりを体験型、
対話型で伝える「エコ×エネ体験プロジェクト」の責任者として、
同プロジェクトの運営と拡充に従事し、現在に至る。
その活動から『CSRは社会を変えるか“企業の社会的責任”をめぐるJ-POWER社会貢献チームの挑戦』のタイトルで書籍も出版された。

## 人物
- 1955年、岩手県釜石市に生まれる。
- 1979年、中央大学法学部卒業後、電源開発株式会社入社。
経理部決算課を振り出しに、現場では竹原火力発電所の保守および3号機増設工事に関する業務、

水力発電所と送変電所・通信所を統括する支店／支社業務、揚水発電所の開発調査業務などを経験。
本店では企画部、技術開発部、人事労務部、秘書広報部に勤務。
- 1997年、企画部民営化準備室にて企業理念の制定に関わり、その理解浸透と社員の意識改革を目的に進められたCI活動(Corporate Identity活動)の推進事務局を担当。
- 2007年、電源開発株式会社のCSR活動として「エコ×エネ体験プロジェクト」が始まる。責任者として運営と拡充に従事する。大学生や親子を対象に発電所見学などを実施する。[1]
- 2009年、エコ×エネ・カフェが始まる。[2]以後、毎年定期的に開催。
- 2015年、『CSRは社会を変えるか　“企業の社会的責任”をめぐるJ-POWER社会貢献チームの挑戦』出版。
電源開発株式会社の社員として内側の人間でなければわからない工夫や葛藤を正面から書き下ろした記録。
内部の人間だからわかる社会貢献活動の意義、本業の壁などを率直に語られている。

## 評価
- 東証一部上場企業の電源開発株式会社に所属しながら会社の内部の現状などを記した著書『CSRは社会を変えるか　“企業の社会的責任”をめぐるJ-POWER社会貢献チームの挑戦』は多く活動家や研究者により書評されている。
  - NPO法人国際環境経済研究所理事・主席研究員の竹内純子は電気新聞で「企業でCSR関連の仕事をしたことのある人間であれば「あるある」と頷きたくなる迷いや悩みも含めてあますところなく綴った、現場感覚にあふれた一冊」と書評。[3]
  - 筑波大学岡島敬一教授は「エネルギー・資源」で書評。[4]
  - CSRコンサルタント安藤光展は自身のブログで「現場のCSR担当者が苦労をしてきたストーリーを描いたもので、その臨場感というか、キレイな部分ではない裏側も知ることができた」と書評。[5]
  - 2015年7月1日の毎日新聞朝刊ブックウォッチング面で書評される。[6]

## エピソード
- 転勤回数は11回。転勤を多くすることにより、知人が増えた。
- 30年以上電源開発株式会社に勤務する。その中で民営化に関わる業務も行う。[7]

## 著書
- 『CSRは社会を変えるか “企業の社会的責任”をめぐるJ-POWER社会貢献チームの挑戦』みくに出版、2015年、ISBN　978-4-8403-0574-7